# Henkelstellung

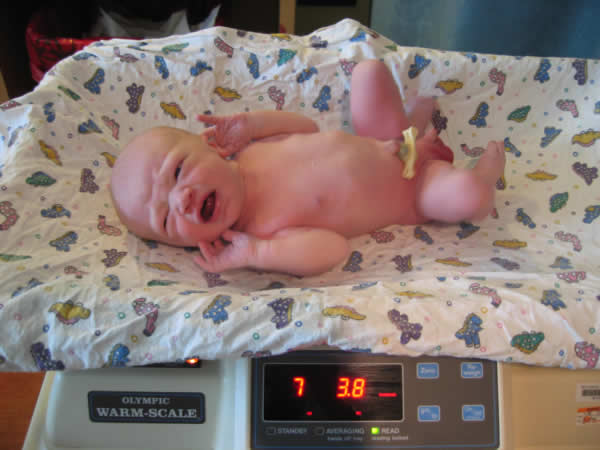
Neugeborenes beim Wiegen mit gebeugten und angezogenen Armen. Zur typischen Henkelstellung fehlt die Beugung der Hände.

Die Henkelstellung ist eine Körperhaltung der Arme, die physiologischer Weise von Neugeborenen eingenommen wird. Sie ist dadurch bedingt, dass bei allen Neugeborenen die Spannung (Tonus) der Beugemuskeln höher ist als diejenige der Strecker. Daher werden 
die Schultern hochgezogen, was zu einer verkürzten Schulter-Nacken-Linie führt. Der Oberarm wird verhältnismäßig stark an den Brustkorb herangezogen (Adduktion in der Schulter). Die Arme sind in den Ellenbogengelenken bis zur Weichteilsperre gebeugt (flektiert). Die Hände werden einwärtsgedreht (Pronation) und in den Handgelenken gebeugt. Typischerweise kommt ein Faustschluss hinzu.
Die Henkelstellung lässt sich sowohl in der Rückenlage als auch in der Bauchlage beobachten und verliert sich normalerweise bis zum 2. Lebensmonat. Bleibt sie darüber hinaus bestehen, kann dies ein Hinweis auf das Vorliegen einer infantilen Zerebralparese mit Entwicklung einer spastischen Lähmung sein. Betroffene Kinder bekommen dann später Verkürzungen der Bänder und Sehnen der beteiligten Gelenke (Kontrakturen). Einfachste Alltagsverrichtungen, beispielsweise die Nahrungsaufnahme, sind dann deutlich erschwert. In einem solchen Fall besteht die Behandlung in frühzeitiger Krankengymnastik oder Ergotherapie. 